# Eduard Štorch

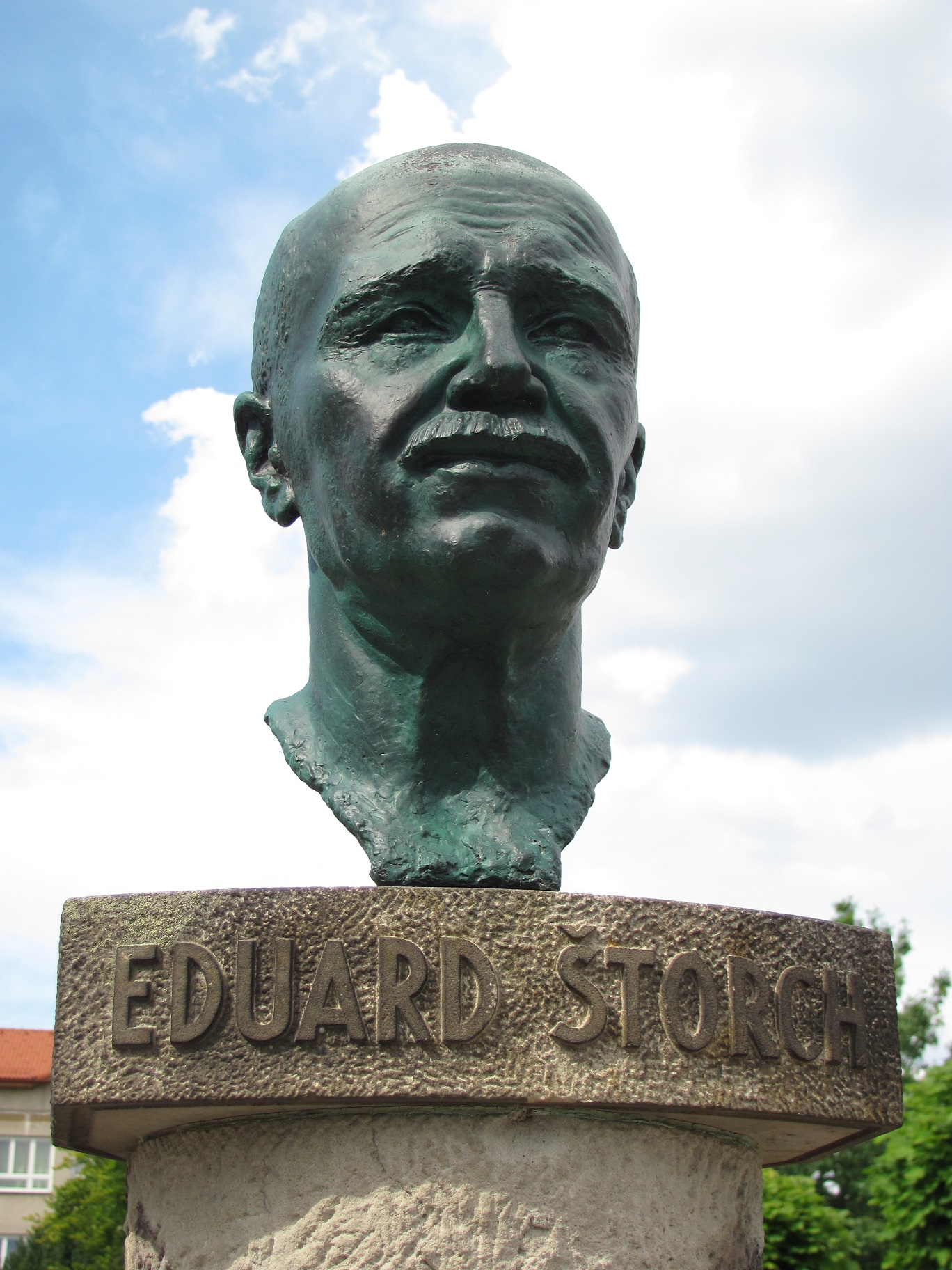
Büste von Eduard Štorch in seinem Geburtsort Ostroměř

Eduard Štorch (* 10. April 1878 in Ostroměř; † 25. Juni 1956 in Prag) war ein tschechischer Schriftsteller, Pädagoge und Archäologe.

## Karriere
Nach Abschluss des Realgymnasiums in Hradec Králové besuchte Štorch die dortige Lehrerbildungsanstalt. Danach wirkte er als Schulrat zunächst in Nordböhmen und Ostböhmen. Von 1903 bis zu seiner Pensionierung im Jahre 1938 unterrichtete Štorch in Prag. Bei Lubor Niederle studierte Štorch Archäologie. Daneben galt sein Interesse auch der Ethnographie und Biologie.
1935 verfasste Štorch zusammen mit Karel Čondl ein dreiteiliges Geschichtslehrbuch für die Bürgerschulen. Das sehr fortschrittliche Werk mit dem Titel „Pracovní učebnice dějepisu pro školy měšťanské“ (Praktisches Geschichtsbuch für die Bürgerschule) wurde vor allem von der katholischen Kirche scharf angegriffen und führte 1936 zu einer Interpellation des Senators und Katecheten Alois Roudnický (ČSL) im tschechoslowakischen Parlament.
Zu Beginn des 20. Jahrhunderts publizierte Štorch eine Reihe von Büchern zur Ur- und Frühgeschichte Böhmens und Mährens, die von Zdeněk Burian illustriert wurden. Später verarbeitete er diese Thematik in Jugendbüchern. Bekanntheit erlangte Štorch im deutschsprachigen Raum vor allem durch die in mehreren Auflagen erschienenen Erzählungen „Die Mammutjäger“, „Der Bronzeschatz“ und „Abenteuer am großen Fluß“. In Lobeč, dem Schauplatz seines Romans „Minehava“ fand er seine letzte Ruhestätte.

## Publikationen
Wissenschaftliche Werke
- Člověk diluviální (Der Mensch der Eiszeit), Jugendbuch, 1907
- Praha v době kamenné (Prag im Steinzeitalter), 1910
- Praha v pravěku (Prag in der Urgeschichte), 1916
- Praha v době prehistorické (Prag im Zeitalter der Vorgeschichte), 1921
- Pracovní učebnice dějepisu pro školy měšťanské (Praktisches Geschichtsbuch für die Bürgerschule), 1935

Belletristik
- Lovci mamutů (Die Mammutjäger), Jugendroman, 1918 / dt. Ausgabe: Die Mammutjäger. Globus-Verlag Wien, 1953 (Übersetzung Felix Rausch) und Kinderbuchverlag Berlin, 1958
- Libuše a Přemysl (Libuše und Přemysl), 1919
- Osada havranů (Die Siedlung der Raben), 1930
- Bronzový poklad (Der Bronzeschatz), 1931 / dt. Ausgabe: Der Bronzeschatz. Altberliner Verlag Lucie Groszer, 1955
- U veliké řeky (Am großen Fluss), 1932 / dt. Ausgabe: Abenteuer am großen Fluß. Altberliner Verlag Lucie Grozer, 1953
- Volání rodu (Ruf des Stammes), 1934
- O Děvín a Velehrad (Über Děvín und Velehrad), 1950
- Minehava (Minehava), 1950

Verfilmungen
Unter dem Titel „Geschichten aus der Steinzeit“ wurden unter der Regie von Jan Schmidt (ČSSR) folgende drei Bücher als zusammenhängende Geschichte verfilmt:
- Osada havranů, 1977 (dt. Titel: Die Siedlung der Raben)
- U veliké řeky, 1977 (dt. Titel: Auf dem großen Fluss)
- Volání rodu, 1978 (dt. Titel: Ruf des Stammes)